# 平塚市民病院
平塚市民病院（ひらつかしみんびょういん）は、神奈川県平塚市にある医療機関である。

## 沿革
- 1968年（昭和43年）10月1日 - 平塚市民病院が開院。
- 2008年（平成20年）11月26日 - 「平塚市民病院将来構想」を公表。
- 2010年（平成22年）3月26日 - 神奈川県より「神奈川DMAT指定病院」の指定を受ける。
- 2010年（平成22年）4月1日 - 地方公営企業法全部適用。

## 診療科
- 内科
- 呼吸器内科
- 消化器内科
- 循環器内科
- 神経内科
- 外科
- 呼吸器外科
- 整形外科
- 心臓血管外科
- 形成外科
- 脳神経外科
- リハビリテーション科
- 小児科
- 産婦人科
- 精神科
- 眼科
- 耳鼻咽喉科
- 麻酔科
- 皮膚科
- 泌尿器科
- 放射線診断科
- 放射線治療科
- 救急科
- 総合診療科
- 緩和ケア内科
- 病理診断科
- 女性専門外来

## 医療機関の指定等
- 保険医療機関
- 労災保険指定医療機関
- 原子爆弾被爆者一般疾病医療取扱医療機関
- 結核指定医療機関
- 指定養育医療機関
- 第二種感染症指定医療機関
- 救急告示医療機関
- 災害拠点病院
- 臍帯血採取協力病院
- 脳死臓器提供施設
- マンモグラフィ検診施設画像認定
- DPC対象病院

## 交通アクセス
- JR東海道線平塚駅北口より神奈川中央交通バス平21・平22・平26・平77系統で約15分、市民病院前下車。
- 伊勢原方面より神奈中バス平塚駅行で中原下宿下車、ヘルシーロード徒歩約20分。
- 秦野方面より神奈中バス平塚駅行で南原下車、徒歩約10分。
- 市内神田地区をシャトルバス（有料）運行。

## 不祥事・医療ミス・医療事故
- 2009年2月15日 - 15日午前8時40分ごろ、整形外科病棟個室病室にて、女性患者（79歳）が、ベッド上でうなだれて嘔吐した状態でいるのを看護師が発見した。吸引や心肺蘇生措置を繰り返したものの回復せず、死亡確認（9時42分）。看護師等が午後4時以降に翌日の食事内容を変更（「常食」から「軟食」、「エネルギーコントロール食」への変更等）した場合は、必ず栄養科に電話連絡するルールになっていたが、前日午後6時ごろに変更した際、この手続きを省略した。オーダー内容が印字される食事箋には正しく記載（主食全粥、刻み）されていたものの、食事を準備する際に受託業者の管理栄養士が確認を怠り、「全粥、刻みではない」形態を出した。女性患者は、朝食の主食を完食後、残った副食（キャベツ、ニンジン）を食べようとした際に誤嚥し、死亡につながった[1]。